# 东科寺
东科寺，位于中国青海省湟源县日月乡寺滩村，为第六批青海省文物保护单位，公布日期为1998年12月22日，类型为古建筑。
东科寺的历史年代为清。